# Партизанський загін «Тіні»
Партизанський загін «Тіні» — медійний проєкт, що видає себе за партизанське формування українців, що діють на окупованих Росією українських територіях в Донецькій області під час війни на Донбасі. Був помічений у поширенні брехні, і остаточно викритий як фальшивий, що неодноразово видавав знищену українську техніку за російську, 13 листопада 2015 року. [⇨]

## Удавана спеціалізація
Ліквідація ватажків банд бойовиків, кадрових офіцерів РФ, найманців; знищення техніки окупантів, шляхом нападів на формування терористів, підривів, встановлення мін, наведення артилерії ЗСУ, підпалів складів боєприпасів. Останнім часом два напрямки: режим вільного полювання та цілеспрямовані добре організовані диверсії та атентати на ключові точки і фігури ДНР. За словами одного з бійців, загін тісно співпрацює з Збройними силами України. З боку ЗСУ немає підтвердження інформації про співпрацю.

## Структура
Командир та засновник — Олександр Гладкий. Раніше працював у службі безпеки компаній і корпорацій. За словами Олександра Гладкого, до складу входить кілька колишніх офіцерів спецназу. Також за його словами, кількість особового складу вимірюється кількома десятками, що діють невеликими автономними групами.[неавторитетне джерело]

## Діяльність
20 січня 2015 року Олександр Гладкий повідомив, що в полон було захоплено 3 терористи, серед яких був генерал-майор російської армії. Після допиту окупантів було знищено.
26 січня Олександр Гладкий повідомив, що було ліквідовано коригувальника вогню бойовиків у Пісках — після цього артилерія противника припинила обстріл українського блок-посту. З 23 по 25 січня українські сили втратили убитими 2 та пораненими 3 бійців. 26 січня о 13:00 «Тіні» виявили позицію коригувальника — на фермі, в кілометрі від українського блокпосту, після одного пострілу по ньому артилерія противника припинила вогонь.
27 січня 2015 року Олександр Гладкий повідомив, що «Тіні» ведуть затятий бій із терористами поблизу Оленівки на Донеччині — у взаємодії з артилерією 28-ї бригади.
29 січня Олександр Гладкий повідомив, що в Новоазовську біля свого будинку партизани загону «Тіні» ліквідували «начальника поліції» «ДНР» О. Моргуна, колишнього начальника УВС Маріуполя — з гранатомета.
3 лютого Олександр Гладкий повідомив, що «Тіні» в Донецьку мінами підірвали склад ПММ — на базі ремонту техніки терористів, ліквідували 10 чоловік, 10 важкопоранені.
9 лютого Олександр Гладкий повідомив, що «Тіні» за час своєї діяльності ліквідували близько 600 російських військовослужбовців та найманців.
16 лютого Олександр Гладкий повідомив, що «Тіні» підірвали в Донецьку склад паливно-мастильних матеріалів — на базі ремонту техніки незаконних озброєних формувань — 14 лютого по коригуванню загону артилерія 72-ї бригади поцілила в територію ремонтної бази поблизу населеного пункту Олександрівка, ремонтна база згоріла разом з технікою. Також за коригуванням загону було знешкоджено вогневу точку та поруйновано базу осіб, котрі не належать до українських збройних сил — поблизу кар'єра у Докучаєвську, відбулися численні вибухи та пожежа.
За словами Олександра Гладкого, 10-15 лютого, у період боїв з окупаційними військами РФ під Дебальцевим партизани загону «Тіні» знищили 3 БМП, 1 танк та до трьох десятків російських найманців.
Олександр Гладкий повідомив, що партизани групи «Тіні» організували 2 вибухи на складі набоїв та у казармі терористів у Донецьку.
7 березня 2015 року Олександр Гладкий повідомив про знищення напередодні, 6 березня, російських танків Т-64 і Т-72 біля Новоазовська. Пізніше було доведено, що два танки Т-64 на фото належали 17-й танковій бригаді Збройних сил України, і були знищені у вересні 2014 року.
8 березня 2015-го Олександр Гладкий повідомив, що напередодні партизанами «Тіней» (група І) дорогою на в'їзді Алчевськ трьома МОН-50 підірвана колона Мозгового: джип «Ніссан патрол» і дві «Тойоти» охорони, особовий склад — росіяни. Загинули троє охоронців Мозгового, ще п'ятеро охоронців-росіян легкопоранені.
11 березня 2015 року Олександр Гладкий повідомив, що 8 березня було знищено російський танк Т-64. Пізніше було доведено, що танк з фото належав 17-й танковій бригаді Збройних сил України, і був знищений у вересні 2014 року.
12 березня Олександр Гладкий повідомив, що 10-го в Донецьку одним пострілом з будівлі навпроти «Моторола» був поранений в груди.
19 березня Олександр Гладкий повідомив, що попереднього дня здійснено вибухи в Донецьку проти терористів — з 10-ї до 11-ї години були завдані одночасні удари по техніці і живій силі супротивника. На пустирі знищено 4 бензовози і 18 «Уралів» із набоями, велика кількість «Камазів», майже не було особового складу. При відході одна з груп була атакована терористами, один партизан повів їх за собою і загинув смертю хоробрих.
24 травня 2015 Олександр Гладкий повідомив, що загін «Тіні» знищив командира батальйону «Призрак» Олексія Мозгового (вбивство відбулося 23 травня 2015).
30 травня 2015 року Олександр Гладкий повідомив про знищення машини із «двома орками» під Широкиним. Наступного дня було доведено, що знищений автомобіль з фото, оприлюдненого Гладким, належав полку «Азов».

## Викриття
31 травня 2015 року блогер zloy-odessit довів, що опубліковане напередодні Гладким фото знищеного автомобіля, що нібито належав проросійським формуванням, насправді є знищеним автомобілем полку «Азов».
13 листопада 2015 року Руслан Карімов опублікував розгорнутий пост, де викрив щонайменше 4 епізоди, де Олександр Гладкий фальшиво видавав знищену техніку за результат роботи загону «Тіней». В особливих випадках знищена техніка, яку демонстрував Гладкий, належала українським підрозділам. Зокрема, два танки Т-64 з посту Гладкого від 7 березня 2015 року, належали 17-й танковій бригаді Збройних сил України, і були знищені у вересні 2014 року.